# Изложба „Цртеж и мала пластика” (1983)
Изложба „Цртеж и мала пластика” се одржала у периоду од 24. марта до 10. априла 1983. године, у Уметничком павиљону „Цвијета Зузорић” у Београду.

## Уметнички савет
Избор радова за изложбу је обавио Уметнички савет Друштва ликовних уметника Београда.

## Излагачи

### Цртеж
1. Срђан Алексић
2. Момчило Антоновић
3. Бошко Атанацковић
4. Драгана Атанасовић Стојановић
5. Катарина Бенедетић
6. Жељко Бјелица
7. Афродита Благојевић
8. Мирослав Благојевић
9. Јасминка Богдановић
10. Владимир Бошковић
11. Стојанка Бошњак
12. Душан Бујишић
13. Јасминка Бркановић
14. Драгомир Буљугић
15. Драгољуб Варајић
16. Растко Васић
17. Јармила Вешовић
18. Борут Вилд
19. Дилиста Вујовић
20. Бошко Вукашиновић
21. Предраг Вукићевић
22. Љубица Вукобрадовић
23. Биљана Вуковић
24. Зоран Вуковић
25. Радислав Ратко Вучинић
26. Матија Вучићевић
27. Славица Вучковић
28. Шемса Гавранкапетановић
29. Мирослав Гајић
30. Михаило Глигорић
31. Ранко Гостимир
32. Миливој Елим Грујић
33. Вјера Дамњановић
34. Евгениа Демниевска
35. Драган Димић
36. Јован Димовски
37. Милица Динић
38. Перица Донков
39. Драго Дошен
40. Едвина Драговић
41. Марија Драгојевић
42. Марија Драгојловић
43. Веселин Драшковић
44. Душан Ђокић
45. Ђорђе Ђорђевић
46. Ружица Ђорђевић
47. Петар Ђурђевић
48. Љубиша Ђурић
49. Жељко Ђуровић
50. Јанко Живанчевић
51. Јован Зец
52. Весна Зламалик
53. Светлана Златић
54. Драгана Ивановић
55. Зоран Ивановић
56. Љубинка Ивезић
57. Дејан Илић
58. Иванка Јевтовић
59. Зоран Јездимировић
60. Душан Јовановић
61. Дејан Јовичић
62. Вида Јоцић
63. Душан Јуначков
64. Гордана Каљаловић
65. Божидар Каматовић
66. Маријана Каралић
67. Божидар Кићевић
68. Милица Којчић
69. Милутин Копања
70. Гордана Крсмановић Коцић
71. Мирјана Крстевска
72. Велизар Крстић
73. Слободан Крстић
74. Гордан Крчмар
75. Зорица Кушић
76. Радмила Лазаревић
77. Мирјана Маодуш
78. Јања Марић
79. Снежана Маринковић
80. Драган Марјановић
81. Зоран Марјановић
82. Бранислав Марковић
83. Мирјана Мартиновић Бумбовић
84. Гриша Масникоса
85. Предраг Микалачки
86. Мома Марковић
87. Вукосава Мијатовић Теофановић
88. Душан Микоњић
89. Зоран Миладиновић
90. Зоран Миленковић
91. Даган Милошевић
92. Младен Мирић
93. Љиљана Мићовић
94. Савета Михић
95. Миодраг Нагорни
96. Мирко Најдановић
97. Зоран Настић
98. Весна Николић
99. Властимир Николић
100. Душан Николић
101. Зоран Нинковић
102. Милан Обретковић
103. Ружица Беба Павловић
104. Синиша Пајић
105. Славиша Панић
106. Весна Перуновић
107. Милица Петровић
108. Миодраг Петровић
109. Божидар Плазинић
110. Дејан Попов
111. Тамара Поповић Новаковић
112. Божидар Продановић
113. Светлана Раденовић
114. Љубица Радовић
115. Драган Ракић
116. Јовица Ракић
117. Слободанка Ракић Шефер
118. Даница Ракиџић Баста
119. Александар Рафајловић
120. Видоје Романдић
121. Милан Сабљић
122. Драган Савић
123. Оливера Савић
124. Рада Селаковић
125. Вера Станарчевић
126. Слободан Станивук
127. Љубица Станимировић
128. Десанка Станић
129. Слађана Станковић
130. Милан Сташевић
131. Радош Стевановић
132. Радмила Степановић
133. Мића Стоиљковић
134. Стеван Стојановић
135. Ана Танић
136. Владимир Тјапкин
137. Станка Тодоровић
138. Лепосава Туфегџић
139. Александар Цветковић
140. Божидар Чогурић
141. Томислав Шебековић
142. Хелена Шипек

### Мала пластика
1. Мирјана Антић
2. Милан Бесарабић
3. Миливоје Богосављевић
4. Загорка Весић
5. Никола Вукосављевић
6. Маријана Гвозденовић
7. Нада Денић
8. Душан Донков
9. Стеван Дукић
10. Драгољуб Ђокић
11. Светислав Здравковић
12. Момчило Јанковић
13. Антон Краљић
14. Виолета Лабат
15. Миланко Мандић
16. Душан Марковић
17. Милан Марковић
18. Владан Мартиновић
19. Радослав Машковић
20. Борислава Недељковић Продановић
21. Звонко Новаковић
22. Душан Николић Сима
23. Владимир Оташевић
24. Милутин Павловић
25. Дејан Попов
26. Мице Попчев
27. Балша Рајчевић
28. Екатарина Ристивојев
29. Мирослава Сандић
30. Мирољуб Стаменковић
31. Славољуб Вава Станковић
32. Милорад Ступовски
33. Милијана Смолић
34. Љубица Тапавички
35. Томислав Тодоровић
36. Предраг Царановић
37. Миодраг Шћепановић